# Littlefork
Littlefork är en ort i Koochiching County i den amerikanska delstaten Minnesota. Orten grundades 1904 som by (village) och fick 1974 status som kommun (city).

## Kända personer från Littlefork
- Tim M. Babcock, politiker